# Girolamo Scaglia
Pour les articles homonymes, voir Scaglia.

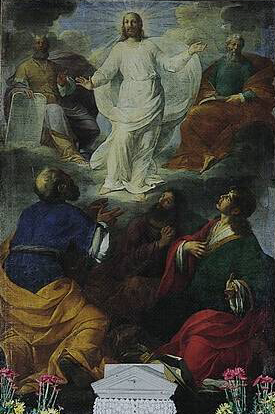
Transfiguration du Christ au mont Tabor.

Girolamo Scaglia (né vers 1620 à Lucques en Toscane et mort en 1686 dans cette même ville), est un peintre italien baroque du XVIIe siècle qui a été actif principalement à Lucques.

## Biographie
En 1652, Girolamo Scaglia  rejoint avec de nombreux artistes comme Antonio Franchi, Francesco del Tintore et son frère Simone l'académie sur le principe de la représentation de la nature (Accademia del naturale) de Pietro Paolini.

## Œuvres
- Madeleine repentante, Musée des Beaux-Arts, Rennes[1]
- Transfiguration du Christ au mont Tabor, église de San Giovanni Evangelista à Montemagno, hameau de Quarrata.
- Saint Martin et le pauvre, sacristie de la Cathédrale Saint-Martin de Lucques.